# Le Top du Père Noël
Le Top du Père Noël est un album de chant de Noël de Jean-Claude Corbel et Claude Lombard, sorti en 1993. En plus des divers chants de Noël, l'album est aussi composé d'intermèdes racontant une histoire avec le Père Noël.

## Histoire
Le soir du réveillon de Noël, trois enfants, Julie, Jennifer et Benjamin, sont sollicités par le Père Noël pour l'aider à préparer les cadeaux après que la mère Noël se soit cassée une jambe en tombant du traîneau. Pendant les préparatifs, le Père Noël leur raconte des histoires de Noël.

## Liste des chansons
Les vingt pistes de cet album sont :
| No  | Titre                        | Durée |
| --- | ---------------------------- | ----- |
| 1.  | Introduction                 | 3:22  |
| 2.  | Vive le vent                 | 2:29  |
| 3.  | Intermède                    | 0:36  |
| 4.  | Mon beau sapin               | 2:23  |
| 5.  | Intermède                    | 1:01  |
| 6.  | Étoile des neiges            | 3:48  |
| 7.  | Intermède                    | 1:09  |
| 8.  | Belle nuit, sainte nuit      | 3:24  |
| 9.  | Intermède                    | 0:39  |
| 10. | Noël blanc                   | 3:55  |
| 11. | Intermède                    | 1:05  |
| 12. | Il est né le divin enfant    | 3:54  |
| 13. | Intermède                    | 0:23  |
| 14. | Les Anges dans nos campagnes | 3:58  |
| 15. | Intermède                    | 0:30  |
| 16. | L'Enfant au tambour          | 3:17  |
| 17. | Intermède                    | 1:09  |
| 18. | Jésus que ma joie demeure    | 3:47  |
| 19. | Intermède                    | 0:20  |
| 20. | Petit Papa Noël              | 5:01  |

## Rééditions
L'album est d'abord sorti en CD et Cassette audio le 9 novembre 1993 puis réédité le 20 novembre 1998, le 26 novembre 2001 puis dernièrement le 21 octobre 2013.